# Gytterlav
Gytterlav (Protopannaria pezizoides) är en lavart som först beskrevs av Georg Heinrich Weber, och fick sitt nu gällande namn av P. M. Jørg. & S. Ekman. Gytterlav ingår i släktet Protopannaria och familjen Pannariaceae.  Arten är reproducerande i Sverige. Inga underarter finns listade i Catalogue of Life.